# Archiva 2
Archiva 2 è un album di raccolta del gruppo rock britannico Asia, pubblicato nel 1996.

## Tracce
1. Obsession – 4:57 (John Payne, Steve Rodford)
2. Moon Under the Water – 4:02 (Geoff Downes, Johnny Warman)
3. Love Like the Video – 3:53 (Payne, Andy Nye)
4. Don't Come to Me – 4:53 (Eddie Schwartz)
5. The Smoke That Thunders – 3:28 (Downes, Payne, Carl Palmer)
6. Satellite Blues – 4:47 (Downes, Warman)
7. Showdown – 4:47 (Jeff Lynne)
8. That Season – 4:52 (Downes, Payne)
9. Can't Tell These Walls – 4:05 (Payne, Nye)
10. The Higher You Climb – 3:25 (Downes, Warman, Jane Woolfenden)
11. Right to Cry – 3:35 (Downes, Payne)
12. Armenia – 5:02 (Downes, Payne)